# Eleccions legislatives austríaques de 1979
Les eleccions legislatives del 1979 a Àustria, al Consell Nacional van ser el 6 de maig de 1979. Els socialdemòcrates foren la força més votada i Bruno Kreisky fou nomenat canceller.

## Resultats
Resum dels resultats electorals de 6 de maig de 1979 al Consell Nacional d'Àustria
| Partits                    | Partits                                                                   | Vots      | +/- | %     | +/-  | Escons | +/- |
| -------------------------- | ------------------------------------------------------------------------- | --------- | --- | ----- | ---- | ------ | --- |
|                            | Partit Socialdemòcrata d'Àustria (Sozialdemokratische Partei Österreichs) | 2.413.226 |     | 51,0  | +0,6 | 95     | +2  |
|                            | Partit Popular d'Àustria (Österreichische Volkspartei)                    | 1.981.739 |     | 41,9  | -1,0 | 77     | -3  |
|                            | Partit Liberal d'Àustria (Freiheitliche Partei Österreichs)               | 286.743   |     | 6,1   | +0,7 | 11     | +1  |
|                            | Partit Comunista d'Àustria (Kommunistische Partei Österreichs)            | 45.280    |     | 1,0   | -0,2 | —      | ±0  |
|                            | Associació Social Cristiana (ÖP) (Christlich Soziale Arbeitsgemeinschaft) | 2.263     |     | 0,1   | =    | -      | -   |
|                            | Total (participació 91,18%)                                               | 4.729.264 |     | 100.0 |      | 183    |     |
| Font: Siemens Austria, BMI |                                                                           |           |     |       |      |        |     |